# Estádio Flamínio
O Estádio Flamínio é um centro esportivo da cidade italiana de Roma, construído em 1957 depois da demolição do estádio antigo, tendo sido oficialmente inaugurado em 12 de março de 1959.
O velho Flamínio havia sido construído em 1927 como estádio do Partido Fascista. O novo estádio foi ampliado e atualmente tem uma capacidade de 24 mil lugares, dos quais oito mil na parte coberta. No complexo há também uma piscina (25 x 10 metros) coberta e aquecida, uma sala para esgrima e duas salas menores para os treinos, um ginásio para luta romana, e outro para halterofilismo, sala para treino de boxe e uma academia de ginástica.
Desde 2000 o estádio hospeda as partidas do campeonato italiano de rugby e do torneio das Seis Nações.